# Castellum
Pour l’article homonyme, voir Castellum (album de Darkenhöld).

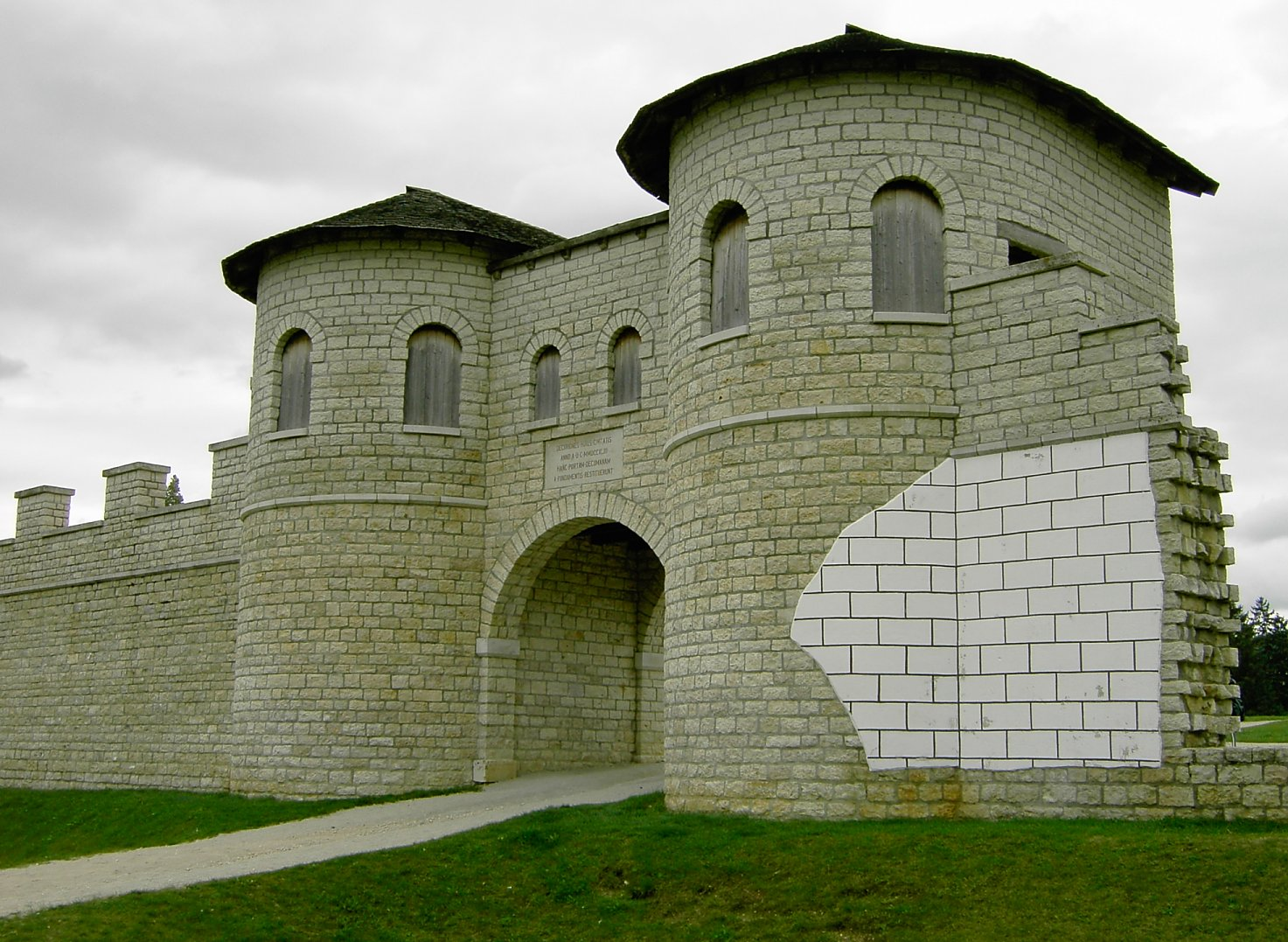
Reconstitution de la tour nord du castellum Biriciana à Weißenburg, sur le limes de Bavière.

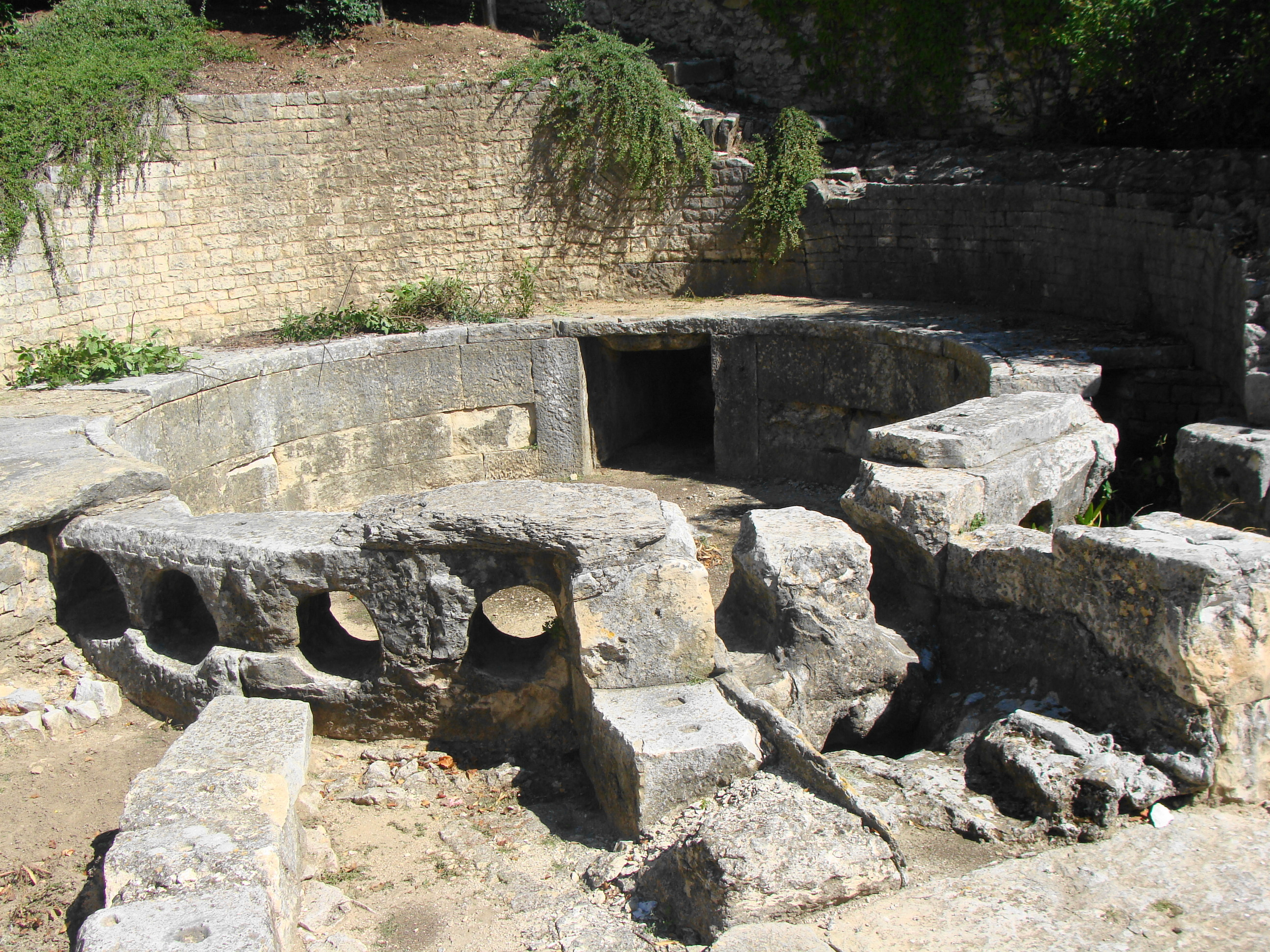
Vestiges du castellum divisorium de Nîmes.

Le mot latin castellum (au pluriel castella), diminutif de castrum désigne :
- dans l'antiquité romaine un fortin, généralement intégré dans le système de fortification du limes ;
- le castellum divisorium, un ouvrage (château d'eau) qui recevait l'eau en provenance de l'aqueduc romain et qui la répartissait entre les différentes conduites de distribution. La ville de Nîmes (Nemausus) conserve les vestiges de son castellum divisorium ;
- dans l'Antiquité et au Moyen Âge, ouvrage de fortification destiné à résister aux attaques de l'ennemi et défendre un lieu précis (enceinte urbaine, village fortifié, poste militaire avancé). Selon les auteurs, ce terme est interchangeable avec celui d'oppidum, de motte castrale, d'habitat fortifié, et, par glissement sémantique, devient synonyme de château fort[1] ;
- castrum-castellum. Castrum et castellum sont des mots pratiquement synonymes qui désignent au Moyen Âge, en Flandre et dans les régions du nord de la France, une ville ou un château fortifié[2].

Le mot latin castellum est à l'origine des mots français « castel », « chastel », puis « château ».